# Tyghwyschyqwe Qysbetsch

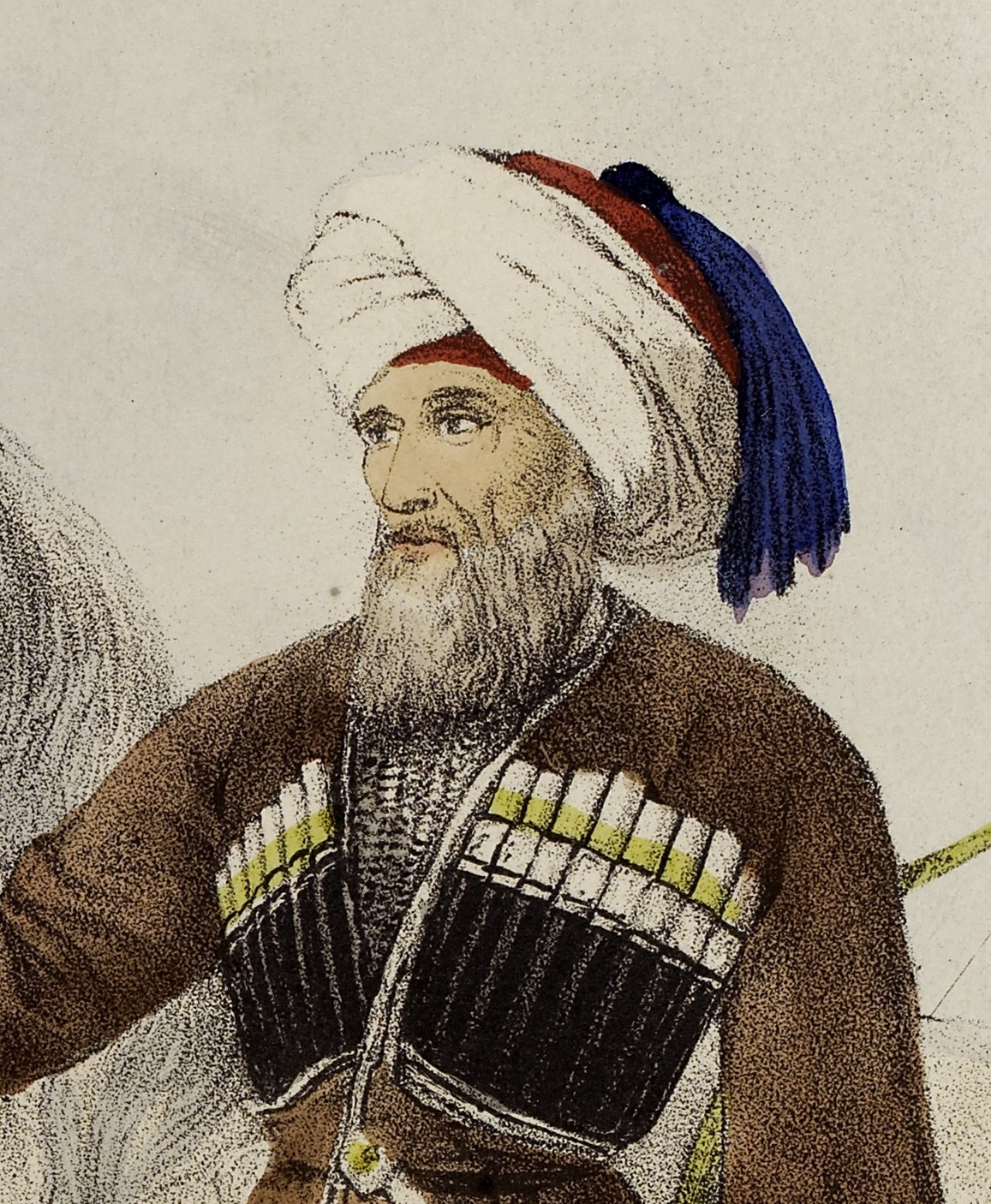
Tyghwyschyqwe Qysbetsch; das Porträt stammt von James Bell, der Qysbetsch kannte.

[Scherelh'yqwe] Tyghwyschyqwe Qysbetsch (Reihenfolge: [Geschlechtername], Vatersname, Rufname;
adygeisch [ШэрэлӀыкъо] Тыгъужъыкъо Къызбэч, IPA: [ʃɜrɜɬʼəqʷɜ təʁʷəʐəqʷɜ qəzbɜtʃ], auch in vielen, teils vereinfachten, teils fehlerhaften Varianten, wie [Scheretluko] Tuguschuko Kasbitsch, oder türkisch [Şeretlıqo] Tığujıqo Qızbeç (seltener auch in anderen Reihenfolgen) bekannt; von James Bell Hadji Ghezil Beg oder kurz Guz Beg genannt; * 1777; † 1839 oder 1840) war ein tscherkessischer Kommandant und Dzepasche (Heerführer) im Krieg der Tscherkessen gegen die russische Eroberung ihres Siedlungsgebietes im Kaukasuskrieg, der im Westkaukasus etwa von 1763 bis 1864 andauerte.

## Herkunft, Jugend und soziale Revolten

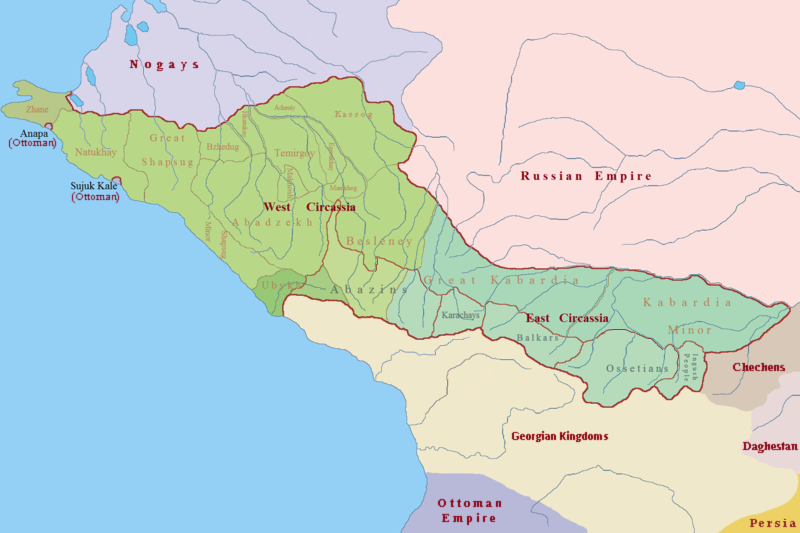
Siedlungsgebiet tscherkessischer Stämme (grün) 1750 mit größtenteils abhängigen oder verbündeten Abasinen, Karatschaiern, Balkaren, Osseten und Inguschen (stärker abgegrenzt). In dunklerem Grün im Osten die beiden Fürstentümer der Kabarda des Stammes der Kabardiner, im Südwesten die anderssprachigen Ubychen und im Westen die ebenfalls anderssprachigen Schanejer. Als dritter Stamm von Westen die Schapsugen, westlich davon die Natchuajer, südöstlich die Abadzechen und nordöstlich die Bjjedughen.

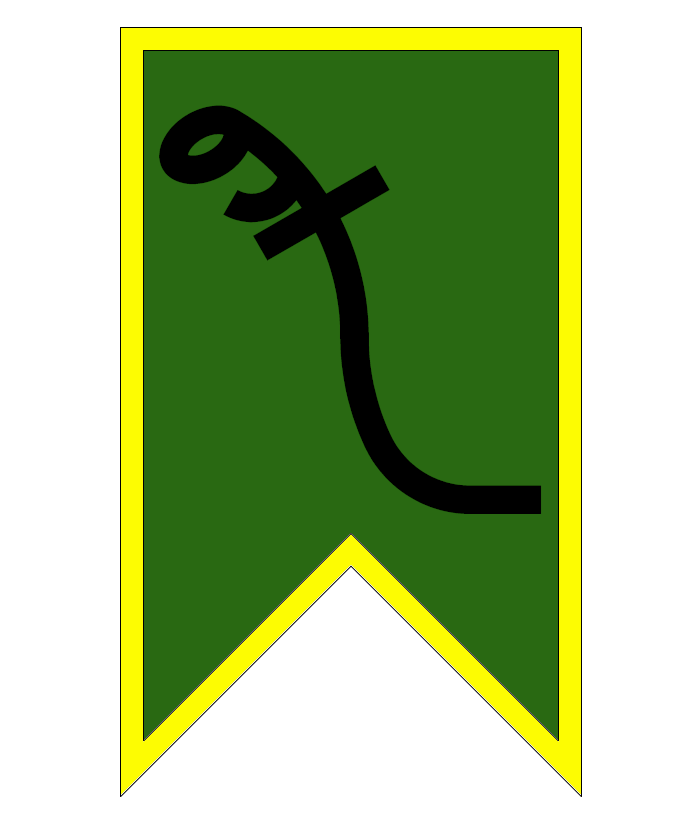
Standarte der Scheretluko (Scherelh'yqwe). Tscherkessische Fürsten-Geschlechter verwendeten keine Wappen, sondern Geschlechter-Symbole.

Qysbetsch entstammte dem schapsugischen Fürstengeschlecht (von den Tscherkessen pschi genannt) der Scheretluko (ШэрэлӀыкъо, genaue tscherkessische Aussprache: [ʃɜrɜɬʼɘqʷɜ]), die im nördlichen „Groß-Schapsugien“ am unteren Kuban traditionelle Gefolgschaft hatten. Er stieg zu einem der charismatischen tscherkessischen Heerführer (Dzepasche) auf, die in der Zeit circa 1763–1840 die Kriegsführung gegen die russische Armee und verbündete Kosaken übernahmen, weshalb sich seinen Kriegszügen nicht nur die wenigen hundert Mann (historisch) loyale Gefolgschaft, sondern immer einige tausend Tscherkessen anschlossen, auch andere Fürsten. Er war einer der wichtigsten, aber auch in seiner aktiven Zeit nicht der einzige, der tscherkessischen Kommandeure im Russisch-Tscherkessischen Krieg. Die westlichen Stammesverbände der Tscherkessen lebten in dieser Zeit ohne Staatenbildung, aber die meisten Stämme unter der militärischen und politischen Führung von Fürstengeschlechtern, gefolgt vom niederen Adel der „Ritter“ (work oder elsden). In jüngeren Jahren wurde Qysbetschs Einfluss vom benachbarten temirgojischen Heerführer Bolotoko Djambulat (Djambulat Ajtek Bolotoko) übertroffen, in hohen Jahren war er der prominenteste von mehreren Heerführern.

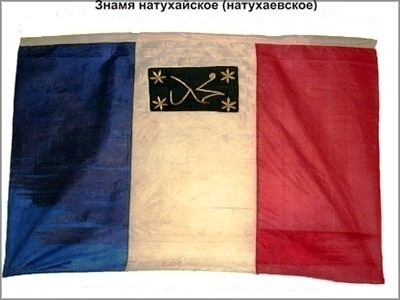
Die rechtlich-sozialen Revolten westtscherkessischer Stammesgesellschaften brachen nicht in Unkenntnis oder zufälliger Ähnlichkeit zur Französischen Revolution 1789–95 aus. Danach wählten die Natchaujer als erster Stamm dieses Umsturzes als Flagge eine exakte Kopie der französischen Tricolore, nur noch ergänzt um den Schriftzug des Propheten Muhammad. Exemplar im Republiksmuseum Adygejas in Maikop.

Als Kind und Jugendlicher erlebte Qysbetsch einen sozialen Umsturz in den westtscherkessischen Gesellschaften: Im Juli 1791 hatten die freien Bauern (zokol/waguscheh/tlofokotle) und die Leibeigenen (pschitli) des westlichen Nachbarstammes der Natchuajer auf friedlichem Weg die Abschaffung aller rechtlichen und politischen Privilegien des Adels und die Aufhebung der Leibeigenschaft erreicht. Wenige Monate später war nach kurzem gewaltsamen Umsturz eine ähnliche soziale Revolte beim südöstlichen Nachbarstamm der Abadzechen erfolgreich. 1792 griffen auch die freien Bauern und Leibeigenen die Vorrechte des schapsugischen Adels an, wobei besonders das Unwesen gewaltsamer Raubzüge, auch innerhalb des schapsugischen Landes, und der Blutfehden des Adels – besonders von Scherelh'yqwe Ali Sultan (Scheretluko Ali Sultan), einem Verwandten Qysbetsch – Anlass der Revolution war, die schapsugische Adelsfamilien aber mit einem fast zwanzigjährigen Bürgerkrieg zu bekämpfen versuchten. Die Scheretlukos flüchteten ins Exil zu einem Teilfürsten der nordöstlich benachbarten Bjjedughen, Batu Khadjmuko, der in Sankt Petersburg persönlich um russische Hilfe gegen die aufständischen Bauern bat. In der folgenden Schlacht am Bziuk, am 10. Juli 1796 zwischen 4000 kosakischen und aristokratisch-schapsugischen und -bjjedughischen Kriegern gegen 12.000 Bauern, die nur knapp mit einem aristokratisch-russischen Sieg endete, zeichnete sich der 19-jährige Qysbetsch erstmals aus, als er sich durch eine Übermacht von Feinden kämpfte, wobei er sich eine tiefe Gesichtswunde zuzog, von der eine Narbe zurückblieb. Der bewaffnete Widerstand der schapsugischen Adligen war langfristig nicht erfolgreich. 1812 einigten sich Bauern und Adel auf ein Ende des Krieges, Abschaffung adliger Privilegien und der Leibeigenschaft und Rückkehrrecht des Adels (mit Ausnahme von Scheretluko Ali Sultan). Aus dem „aristokratischen“ Tscherkessenstamm der Schapsugen waren „demokratische Tscherkessen“, wie die benachbarten Natchuajer, Abadsechen und Ubychen, geworden, bei denen die Adligen allen anderen Tscherkessen rechtlich und politisch gleichgestellt waren und höchstens noch traditionellen Einfluss hatten.
Qysbetsch war Muslim, was damals noch nicht alle Tscherkessen waren, und hat die Haddsch-Pilgerreise unternommen.

## Kampf gegen Russland
Zu Qysbetschs Jugendzeiten hatte die russische Armee mit der sogenannten Kaukasischen Linie, ein Festungsgürtel verstärkt um Stanizen der Kosaken, das Gebiet nördlich des Kuban für die unabhängigen Tscherkessen und auch ihre gelegentlichen Raubzüge (vergleiche ähnlich Lekianoba bei Dagestan) gesperrt. Die Trennung von ihren traditionellen Winterweiden zog ab etwa 1765 eine zunehmende kriegerische Gewaltspirale nach sich. Ab 1817 verfolgte die russische Armee das Ziel, alle unabhängigen Kaukasusvölker, darunter auch die Tscherkessen, komplett zu unterwerfen, wogegen die meisten Tscherkessen erbitterten, jahrzehntelangen Widerstand leisteten.

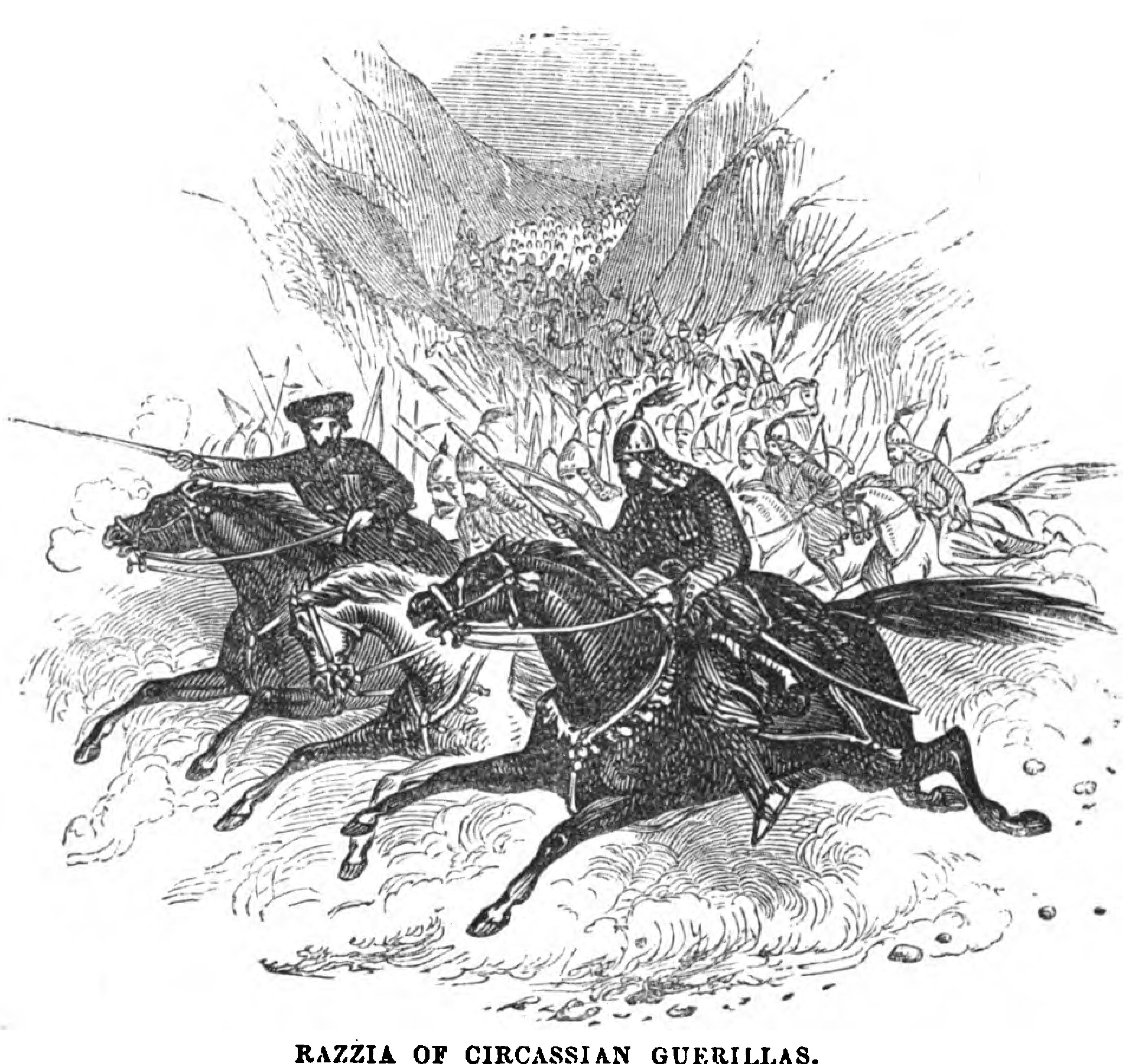
Kriegszug (Razzia) tscherkessischer Guerillas. Illustration von Edmund Spencer.

Nach seiner Heimkehr um 1810 führte Qysbetsch Kriegs- und Raubzüge gegen einige Kosakenstanizen und Festungen an der Kaukasischen Linie durch. Im Jahr 1821 vereitelte er den Versuch einer deutlich überlegenen russischen Armee, Groß-Schapsugien durch eine Invasion zu erobern. Sein Gegenspieler war der Kosaken-Ataman Maxim Grigorjewitsch Wlassow, unter dem die Gewalt gegen Tscherkessendörfer solche Ausmaße annahm, dass ihn Zar Alexander I. nach einem Feldzug gegen Natchuajer-Dörfer im Juli 1826 seines Postens enthob. Den folgenden russischen Versuchen, durch intensiveren Handel mit Tscherkessien und Wiederherstellung der Adelsprivilegien die tscherkessische Oberschicht auf seine Seite zu ziehen, widerstand Qysbetsch aber, wie die meisten anderen tscherkessischen Adligen.

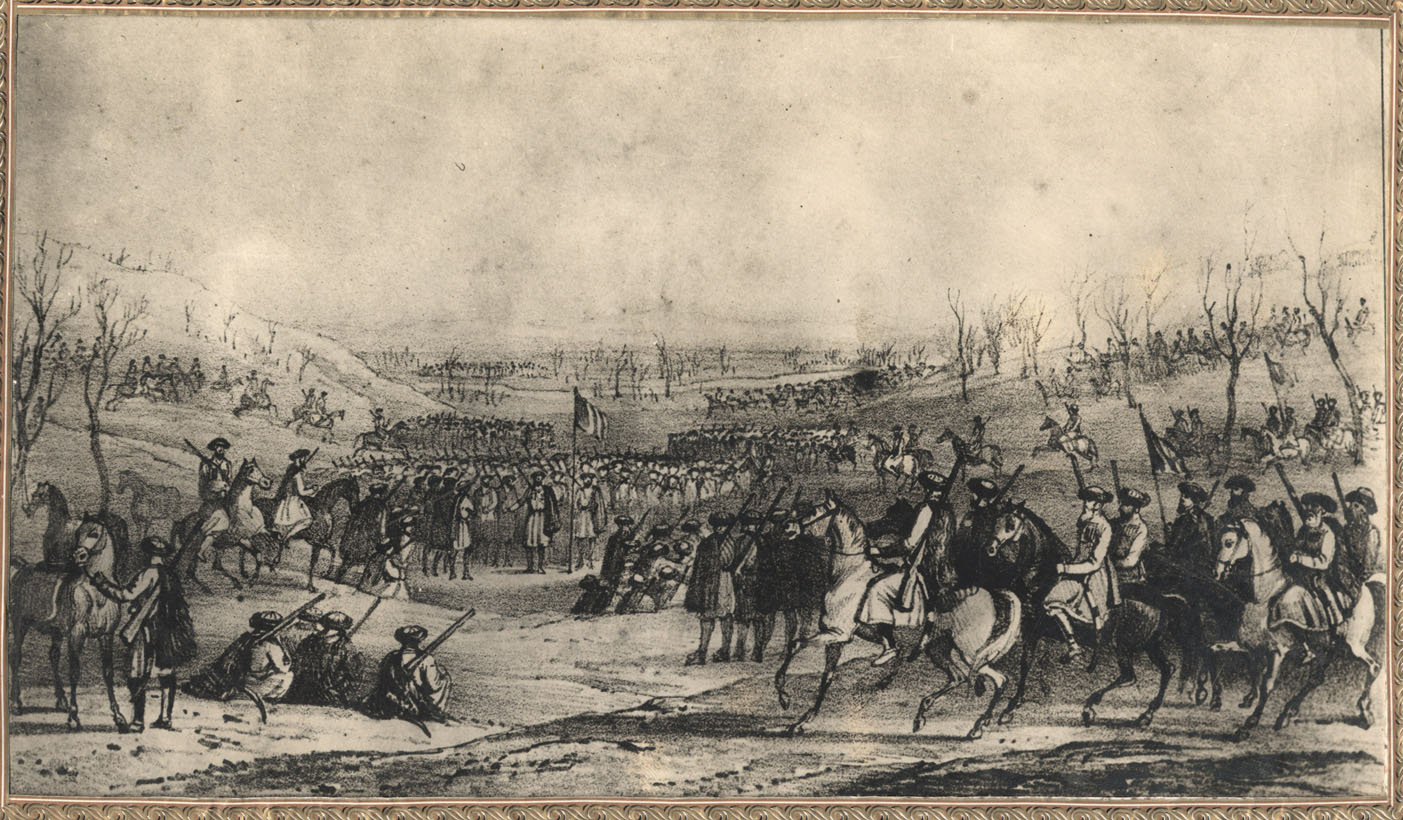
Versammlung tscherkessischer Krieger. Illustration von James Stanislaus Bell.

Nach Abbruch der erfolglosen Implementierungspolitik unter Zar Nikolaus I. Mitte der 1820er Jahre nahm Russland seine Eroberungspolitik wieder auf, die ab 1833 besonders grausam von dem russisch-baltendeutschen General Grigori Christoforowitsch Sass (Georg Otto Ewald von Saß, 1797–1883) geführt wurde. Mit regelrechtem Terror versuchte er, den tscherkessischen Widerstand zu brechen. Qysbetsch war ein Kavalleriegeneral und berühmt für seine Erfolge beim Angriff auf feindliche Linien. Ihm gelang es nach Bells (nachträglichen) Angaben, die russische Festung Jelisawinskaja 1830 zu erobern und zu zerstören, Anfang 1834 mit 1700 tscherkessischen Reitern ein russisches Aufgebot von 14.000 Soldaten zu besiegen. Ende des Jahres siegte er mit 1200 Reitern über 6000 russische Soldaten. In den folgenden drei Jahren eroberte und zerstörte er fünf russische Festungen der Kaukasischen Linie und am Schwarzen Meer, darunter Nikolajewsk, das heutige Anapa. Diese Erfolge unmittelbar vor Ankunft seines späteren Freundes James Bell 1837 begründeten seinen Ruf.
Qysbetsch, der Zeuge wurde, wie die meisten Mitglieder seiner Familie, einschließlich seiner Eltern und der meisten Kinder, von der russischen Armee getötet wurden, entwickelte sich zum erbitterten Gegner jeder Unterwerfung unter Russland oder von Kompromissen mit Russland, griff auch mehrfach Tscherkessendörfer an, die diesen Schritt gegangen waren, darunter die letzten Dörfer der Schanejer im äußersten Westen. Vom Russischen Reich erhielt er viele finanzielle Angebote, die Seite zu wechseln oder den Kampf aufzugeben, zuletzt 1837, aber er lehnte alle ab.

## Tod
Im Jahr 1838 erhielt der inzwischen betagte Qysbetsch sieben lebensgefährliche Verwundungen, von denen er sich langsam wieder erholte und den Widerstand fortsetzte, einer seiner Söhne starb in diesem Kampf. Sein genaues Todesdatum ist unbekannt. Vermutlich am 12. Dezember 1839 erlitt er sechs weitere Kriegsverletzungen. Es ist aber nicht bekannt, ob er in dieser Schlacht oder später auf dem Krankenbett starb. Einige Beobachter vermuteten aus der Beobachtung allgemeiner Trauer bei den Schapsugen am 12. März 1840, dass er vielleicht an diesem Tag gestorben war.

## Erinnerung

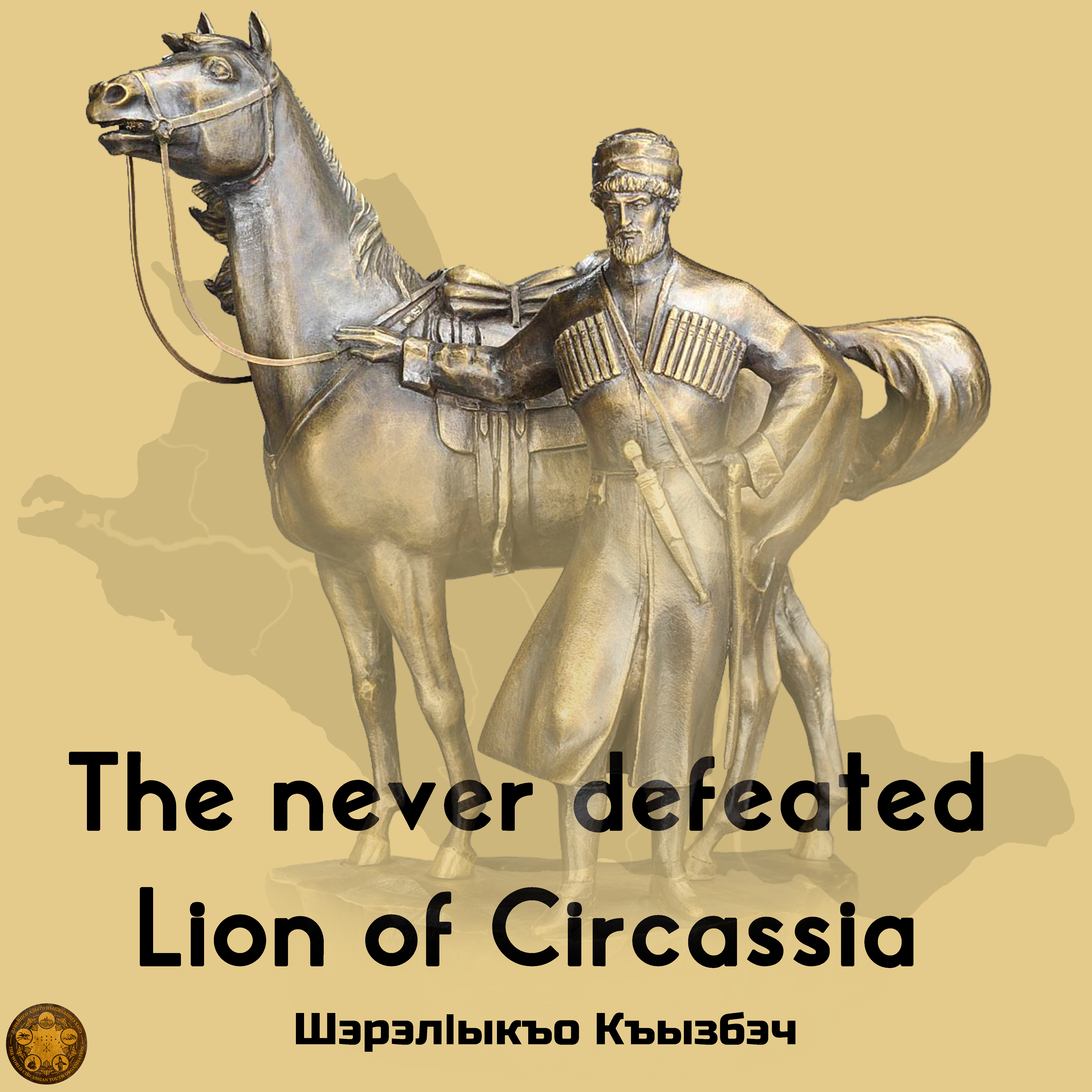
Poster des Künstlers Pshmaf Komok mit Zeichnung des Denkmals von Afipsip

Im Jahr 2014, am 150. Jahrestag des Endes des Russisch-Tscherkessischen Krieges, organisierte eine Gruppe tscherkessischer Nationalisten den Bau eines Denkmals für Qyzbetsch im Dorf Afipsip (im äußersten Nordwesten Adygeja, am unteren Kuban westsüdwestlich von Krasnodar). Im Juni 2015 war die Spendensammlung abgeschlossen und die Statue wurde gebaut. Die Republik Türkei schuf eine Briefmarke zum Gedenken an Qysbetsch, welche das Denkmal in Afipsip darstellt.